# 三絲星衫魚
三絲星衫魚（学名：Astronesthes trifibulatus）为輻鰭魚綱巨口鱼目巨口鱼科的其中一種。分布于印度太平洋熱帶及亞熱帶海域，為深海魚類，體長可達15公分。

## 扩展阅读
維基物種上的相關：三絲星衫魚